# Stephen Graham
Pour les articles homonymes, voir Graham.
Stephen Graham est un acteur britannique né le 3 août 1973 à Kirkby (Royaume-Uni).

## Biographie
Stephen Graham est né à Kirkby, près de Liverpool dans le Merseyside, d'un père travailleur social et d'une mère infirmière. Il intègre le Rose Bruford College de Londres. Il y apprend notamment à maîtriser différents accents, comme l'accent cockney (Snatch) ou l'accent américain (Public Enemies ou Boardwalk Empire).
Il obtient son premier grand rôle dans Snatch, aux côtés de Jason Statham, en 2000. L'année suivante, il intègre ensuite la distribution de Frères d'armes où il ne joue que le temps d'un épisode. En 2002, il joue sous la direction de Martin Scorsese dans Gangs of New York.
Son interprétation d'un skinhead nationaliste dans This Is England, en 2006, est remarquée. Dans Public Enemies, il interprète le rôle de Baby Face Nelson, le célèbre gangster, aux côtés de Johnny Depp. Cela lui permet de rejoindre Johnny Depp dans le quatrième volet de la saga Pirates des Caraïbes.
Il a fait de nombreuses apparitions dans des clips comme ceux des Arctic Monkeys ou des Babybird, là encore sous la direction de son ami Johnny Depp. De 2010 à 2014, il joue le rôle du gangster Al Capone dans la série Boardwalk Empire aux côtés de Steve Buscemi et de Michael Shannon.
En 2017, il reprend son rôle de Scrum dans le cinquième volet de la saga Pirates des Caraïbes et il apparaît dans le clip remarqué I Adore You du musicien et acteur britannique Goldie.
En 2019, il retrouve Martin Scorsese et Bobby Cannavale pour le plébiscité The Irishman. Il fait ainsi partie du casting cinq étoiles composé de Al Pacino, Robert De Niro, Harvey Keitel et Joe Pesci. Dans ce film, il joue le rôle de Tony Provenzano, un caporegime de la famille mafieuse Genovese.
En 2021, il rejoint le Sony's Spider-Man Universe dans le rôle du policier Patrick Mulligan, faisant sa première apparition dans Venom: Let There Be Carnage et intervenant également dans la suite Venom: The Last Dance (2024).
Il scénarise avec Jack Thorne et joue dans la mini-série britannique Adolescence diffusée sur Netflix à partir du 13 mars 2025.

### Vie privée
Stephen Graham a épousé l'actrice Hannah Walter le 6 juin 2008. Ils se sont rencontrés et ont entamé leur relation alors qu'ils étaient tous deux en formation au Rose Bruford College of Theatre & Performance. Ils vivent actuellement à Ibstock, dans le Leicestershire, après avoir vécu auparavant dans le quartier de Beckenham à Londres. Ils ont un fils et une fille. Graham étant diagnostiqué dyslexique, sa compagne l'aide à apprendre son texte ainsi qu'à choisir les projets en fonction des scripts qu'il reçoit[réf. nécessaire].

## Filmographie
- 1990 : Dancin' Thru the Dark : enfant footballeur
- 1995 : The Hard Case : Dick mate
- 1997 : Downtime :  Jacko
- 1998 : Joint Venture : Ace
- 2000 : Snatch : Tu braques ou tu raques (Snatch) : Tommy
- 2001 : Frères d'armes : le sergent Myron 'Mike' Ranney
- 2001 : Coup de peigne : le photographe
- 2001 : The Last Minute : DJ Banana
- 2002 : A Revenger's Tragedy : 2e Officier
- 2002 : Gangs of New York : Shang
- 2003 : Memories : Travis
- 2003 : American Cousins : Henry
- 2004 : Au service de Satan : Alex Martin
- 2005 : Pit Fighter - Combattant clandestin : Harry
- 2005 : Goal ! : naissance d'un prodige : Des
- 2006 : Scummy Man : George
- 2006 : This Is England : Combo
- 2008 : Obscénité et Vertu : Harry Beechman
- 2008 : The Crew : Franner
- 2008 : Cœur d'encre : Fulvio
- 2009 : Public Enemies : "Baby Face" Nelson
- 2009 : Doghouse : Vince
- 2009 : The Damned United : Billy Bremner
- 2010- : Boardwalk Empire : Al Capone
- 2010 : This Is England '86 : Combo
- 2010 : London Boulevard : Danny
- 2011 : Le Dernier des Templiers (Season of the Witch) de Dominic Sena : Hagamar
- 2011 : Pirates des Caraïbes : La Fontaine de jouvence (Pirates of the Caribbean: On Stranger Tides) de Rob Marshall : Scrum
- 2011 : This Is England '88 : Combo
- 2011 : Cheval de guerre (War Horse) : Sam Perkins
- 2011 : Killing Fields (Texas Killing Fields) :  Rhino
- 2011 : La Taupe (Tinker Tailor Soldier Spy) :  Jerry Westerby
- 2011 : Best Laid Plans :  Danny
- 2012 : Blanche-Neige et le Chasseur (Snow White & the Huntsman) : le nain : Nero
- 2012 : Parade's end (série TV) - 6 épisodes : Vincent MacMaster
- 2013 : Blood de Nick Murphy : Chrissie Fairburn
- 2014 : Noël en cavale : Barber
- 2015 : This Is England '90 : Combo
- 2017 : HHhH de Cédric Jimenez : Heinrich Himmler
- 2017 : Taboo : Atticus
- 2017 : Pirates des Caraïbes : La Vengeance de Salazar (Pirates of the Caribbean: Dead Men Tell No Tales) de Joachim Rønning et Espen Sandberg : Scrum
- 2017 : Men of Honor (Journey's End) de Saul Dibb : Trotter
- 2017 : Film Stars Don't Die in Liverpool de Paul McGuigan : Joe Turner, Jr.
- 2018 : Yardie d'Idris Elba : Rico
- 2019 :  The Virtues (minisérie TV) : Joseph
- 2019 : The Irishman de Martin Scorsese : Anthony « Tony Pro » Provenzano
- 2019 : A Christmas Carol (mini-série) - 3 épisodes : Jacob Marley
- 2020 : USS Greyhound : La Bataille de l'Atlantique (Greyhound) d'Aaron Schneider : le lieutenant commandant Charlie Cole
- 2020 : Code 404 : Roy Carver
- 2020 : Meurtres à White House Farm : l'inspecteur Thomas Jones
- 2021 : Time de Jimmy McGovern (mini série TV) : le gardien de prison Eric Reid
- 2021 : Venom: Let There Be Carnage d'Andy Serkis : l'inspecteur Patrick Mulligan
- 2021 : The Chef (Boiling Point) de Philip Barantini : Andy Jones
- 2022 : Peaky Blinders (série TV) saison 6,  épisodes 3 et 4 : Hayden Stagg
- 2023 : Bodies (série TV) : Elias Mannix / Sir Julian Harker
- 2023 : The Chef, la série (Boiling Point) (série TV) : Andy Jones (également cocréateur)
- 2024 : Face à la mer : l'histoire de Trudy Ederle (Young Woman and the Sea) de Joachim Rønning
- 2024 : Venom: The Last Dance de Kelly Marcel : Patrick Mulligan/Toxin
- 2024 : Blitz de Steve McQueen : Albert
- 2024 : Modi de Johnny Depp : Léopold Zborowski
- 2025 : Deliver Me from Nowhere de Scott Cooper : Douglas Springsteen
- 2025 : A Thousand Blows de Steven Knights : Henry "Sugar" Goodson
- 2025 : The Immortal Man de Tom Harper : Hayden Stagg
- 2025 : Adolescence (série) de Jack Thorne et lui-même : Eddie Miller[1]

## Distinction
- British Independant Film Awards 2023 : Richard Harris Award[2].

### Nomination
- British Academy Television Awards 2013 : meilleur acteur dans un second rôle pour Accused (Tracie's Story)